# Aloo gobi

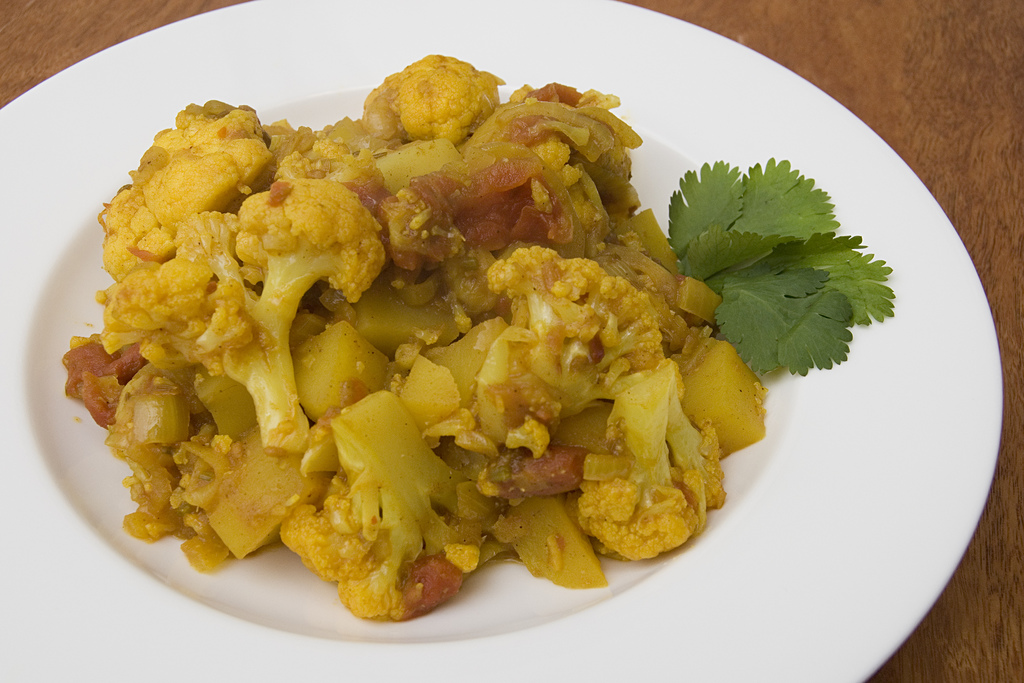
Aloo gobi

Aloo gobi (Hindi: आलू गोभी, Urdu: آلو گوبی, ālū gobhī; „Cartofi și conopidă”) este un preparat indian și pakistanez, care constă dintr-o „tocăniță” de cartofi, conopidă și condimente din sudul Asiei. Are culoarea galbenă deoarece se utilizează curcuma. În unele variante conține de asemenea negrilică și murraya koenigii. În alte variante conține usturoi, ghimbir, ceapă, coriandru, roșii, mazăre și chimion.